# Neorhinotora amapaensis
Neorhinotora amapaensis är en tvåvingeart som beskrevs av Guimaraes och Nelson Papavero 1966. Neorhinotora amapaensis ingår i släktet Neorhinotora och familjen myllflugor. Inga underarter finns listade i Catalogue of Life.